# Heksachloromelamina
Heksachloromelamina – organiczny związek chemiczny z grupy chloroamin, chlorowa pochodna triamidu kwasu izocyjanurowego. Jest krystalicznym ciałem stałym topniejącym w temperaturze 149 °C, nierozpuszczalnym w wodzie, ale dobrze rozpuszczalnym w 1,2-dichloroetanie. Wykazuje silne właściwości utleniające i chlorujące. Była etatowym odkażalnikiem wojsk Układu Warszawskiego.